# Dremel
Dremel is een van oorsprong Amerikaans producent van elektrisch gereedschap, accessoires en toebehoren in de markt van de doe-het-zelvers. Naast een producent is Dremel ook een merknaam van dat soort gereedschap. Het moederbedrijf is gevestigd in Wisconsin (VS), het is sinds 1993 onderdeel van Robert Bosch Tool Corporation.

## Geschiedenis
Dremel is in 1932 opgericht door de uitvinder Albert J. Dremel, die eigenaar was van patenten op 55 producten. Een paar van deze uitvindingen waren: de elektrische gum, een elektrische visschubbenverwijderaar en het eerste ontwerp van een roterende grasmaaier. Het eerste product dat Dremel in productie nam, was een messenslijper voor elektrische scheerapparaten. Na het bescheiden succes van dit apparaat ontwikkelde Dremel in 1932 een van de eerste elektrische multitools, waarmee het bedrijf zich definitief vestigde op de markt van de (thuis)klusser. In de vijftiger en zestiger jaren van de twintigste eeuw breidde de firma Dremel haar assortiment uit met motorzagen, schuurmachines, graveermachines en andere werktuigen. Het bedrijf levert ook toebehoren zoals accu's en dergelijke.

## Europa

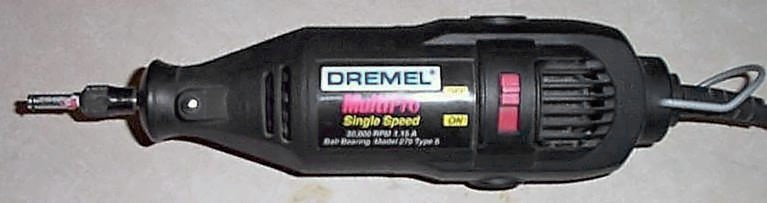
Dremel gereedschap

Dremel Europe bedient vanuit Breda in Nederland de markt voor roterend en niet-roterend elektrisch gereedschap in Europa, het Midden-Oosten en Afrika.

## Trivia
Albert J. Dremel keerde in 1948 3% dividend uit aan zijn werknemers, een bijzondere actie in die tijd.